# Javier Ares Rodríguez
Javier Ares Rodríguez (Villamayor de Campos, 27 d'abril de 1954) és un periodista esportiu espanyol. Molt popular per les seves retransmissions radiofòniques de les grans carreres ciclistes, amb un peculiar i personal estil, fins a agost de 2017 va copresentar i dirigir, al costat de Javier Ruiz Taboada, el programa esportiu Radioestadio
L'agost de 2017 va anunciar la seva retirada parcial de la ràdio, abandonant el seu lloc en Radioestadio, que va passar a les mans de Hector Fernández. Des de llavors ha fet petites retransmissions, sempre a Onda Cero, de manera esporàdica i sempre centrades en el ciclisme, havent retransmès per a Onda Cero les tres grans carreres, (Tour de França, Giro d'Itàlia i Volta ciclista a Espanya) durant les últimes temporades, amb el seu particular i marcat estil personal, que dotava a la retransmissió de grans dosis d'emoció i interès.

## Inicis
Estudiava la carrera de Dret a la Universitat de Valladolid, encara que acaba per decantar-se pel periodisme esportiu. Comença la seva trajectòria professional en 1972, als micròfons de Radio Valladolid Cadena SER, on es va encarregar en principi de les retransmissions de l'equip de rugbi de Valladolid El Salvador, i posteriorment es va fer càrrec de la redacció esportiva En 1982 s'incorpora a Antena 3 Radio a Valladolid, on es fa càrrec de la informació esportiva, fins que en 1992 es trasllada a Madrid per a encarregar-se de la direcció d'esports d'Antena 3 Radio, en substitució de José María García.

## Radio
Els seus començaments van ser en la Cadena SER tant a nivell local a Radio Valladolid Cadena SER com en Carrusel Deportivo on narrava partits.
Després de dirigir la redacció esportiva de l'extinta Antena 3 Radio i presentar en la mateixa l'espai esportiu de la nit després de la marxa de José María García i l'equip de Supergarcía, passa a Onda Cero, on es fa càrrec a partir de 2002 del programa Radioestadio, programa esportiu que va abandonar en 2017, i fou substituït pel seu company Hector Fernández, amb el qual el propi Ares havia treballat en el programa "Al primer toque" de la mateixa cadena.

## Televisió
En 1998 assumeix la direcció general del canal Real Madrid TV, encarregat de posar-lo en marxa quan aquest canal pertanyia al domini del Grup Prisa. El setembre del 1999 es va fer càrrec de la direcció d'esports a Antena 3 Televisión. Uns anys més tard, en 2002, fitxa per Onda Cero. Després d'abandonar Onda Cero en 2017, fitxa per Eurosport per a comentar algunes carreres ciclistes com el Tour o el Giro d'Itàlia, comentant-les també per a la mateixa Onda Cero.

## Palmarès i fets destacats
Especialista en ciclisme, va ser l'encarregat de posar la veu en les transmissions de més de vint Tours de França, una dotzena de Girs d'Itàlia i sengles edicions de la Volta Ciclista a Espanya. Així mateix ha transmès també alguns Jocs Olímpics i cobert alguns Mundials de futbol. Al llarg dels seus més de trenta-cinc anys de trajectòria professional ha rebut diversos premis, entre ells dos Antenas de Oro. Sap parlar francès i italià.
En 2004 va ser pregoner de la Setmana Santa de Valladolid. En 2015 ho va ser de la Hermandad Universitaria del Santísimo Cristo de la Luz de la mateixa ciutat.